# Rivière Guayamouc
Rivière Guayamouc är ett vattendrag i Haiti.   Det ligger i departementet Centre, i den östra delen av landet, 70 km nordost om huvudstaden Port-au-Prince.